# Tereza Balonová

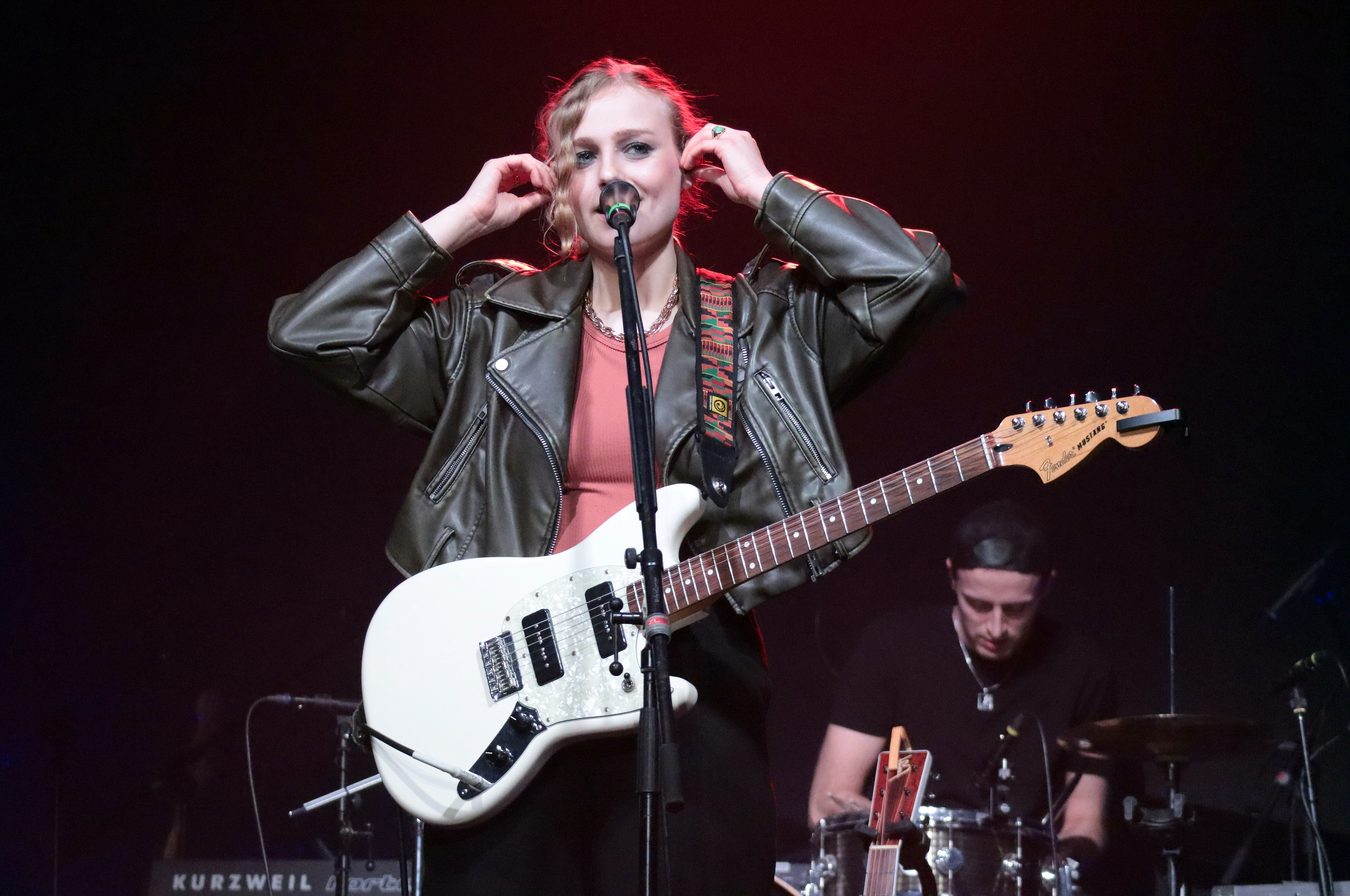
Z koncertu u příležitosti vyhlášení cen ankety Žebřík 2023 (5. 4. 2024).

Tereza Balonová (* 17. října 2000 Praha) je česká zpěvačka, muzikantka, textařka a skladatelka. Byla vyhlášena jako Objev roku za rok 2022 v anketě Žebřík, o rok později v anketách Český slavík 2023 i Ceny Anděl 2023. Vydala jedno EP a dvě studiová alba.

## Život
Od dětství hrála závodně volejbal. V šesti letech se začala učit na kytaru na Základní umělecké škole Taussigova. V mládí se rozhodovala, zda bude hrát na kytaru nebo bicí. Ve dvanácti letech se zúčastnila dětské Porty, kterou vyhrála.[zdroj?] Začala hrát za pomocí looperu, kterým si v průběhu koncertu nahrála jednotlivé smyčky a poté s nimi dále pracovala. Tuto techniku nahrazující hraní s kapelou objevila u Randolfa Arrioly a následně u Eda Sheerana a dle Balonové to bylo zčásti způsobeno nedostatkem stejně zapálených vrstevníků, se kterými by vytvořila kapelu.
Studovala na Gymnáziu Špitalská, následně hudební výchovu na Univerzitě Jana Evangelisty Purkyně v Ústí nad Labem.
Jejími hudebními vzory byly skupiny AC/DC nebo U2. K hudební kariéře se rozhodla na koncertě Metallicy v Praze v roce 2008. Z českých interpretů ji inspiroval Čechomor nebo Ewa Farna. Její blízkou přítelkyní, se kterou si zároveň vypomáhají v hudební tvorbě, je zpěvačka Kateřina Marie Tichá.

## Kariéra
S první vlastní písní vystoupila ve 12 letech, následně vystupovala na lokálních studentských akcích a po kavárnách, než její vystoupení na Portě, kde v roce 2018 zvítězila, zaujalo skupinu Jelen, se kterou následně odjela turné v letech 2018 a 2019. Do soutěže se přitom nechtěla přihlásit a učinila tak až těsně před uzavírkou kvůli slibu.
Dále předskakovala například skupinám Divokej Bill, Mirai, Kryštof a sólovým interpretům jako David Koller, Pokáč nebo Ewa Farna. Již ve svém nízkém věku tak zažila stovky koncertů jako předskokanka známých českých interpretů, což ji dle jejích slov výrazně posunulo, ale zároveň se setkala s řadou negativ, například s komplikovanou snahou zaujmout fanoušky.
V květnu 2019 vydala své první EP s názvem Zhasni den. Prvním singlem a videoklipem se stala píseň Sama v peřinách. V červnu 2020 nazpívala s Michalem Horákem písničku V Toleranci. Videoklip k písničce se natáčel v interiéru hradecké Petrof Gallery, která působivě dokresluje atmosféru písně.
Výraznou překážkou v kariéře byla koronavirová pandemie, která zastavila koncertování po vydání debutového EP a zbrzdila snahu o vydání studiového alba, zpěvačka však nucenou pauzu ocenila alespoň pro možnost osobnostně dozrát.

### Album Půlnoc (2022)
Album Půlnoc vyšlo ve vydavatelství SinglTon 25. března 2022. Na jeho vzniku se atypicky podíleli čtyři producenti, což bylo způsobené hudebním i osobnostním hledáním zpěvačky. Písně na album, tematicky zaměřené především na vztahy a hledání místa v životě, Balonová napsala od roku 2019, píseň Období slz však vznikla již v jejích 15 letech. Název písně Půlnoc i celého alba byl dle zpěvačky inspirován zpěvákem skupiny U2 Bonem, který prohlásil, že půlnoc je jakýsi mezník a nový začátek, ale i faktem, že většina písní na albu vznikala v nočních hodinách.
V roce 2022 se Tereza Balonová stala českou tváří globální kampaně Equal společnosti Spotify a objevila se i na billboardu v New Yorku na Times Square.

### Album Lampiony (2023)
Pouhých 17 měsíců po debutovém albu Terezy Balonové vyšlo 1. září 2023 ve vydavatelství SinglTon album Lampiony s 11 skladbami, produkované Martinem Ledvinou. Krátkou pauzu mezi alby zpěvačka vysvětlovala tvůrčím přetlakem. Oproti prvotině Balonová nahrávala s kapelou i symfonickým orchestrem, v závěru singlu Kdo jsme byli se objevuje refrén zazpívaný publikem koncertu v Malostranské besedě v Praze. Přechod ke kapelnímu pojetí přitom nebylo přijato kritiky zcela jednoznačně. Podle J. Balušky Balonová sklouzla k mainstreamu a písně "z většiny znějí zaměnitelně se současnou domácí pop(rock)ovou produkcí." Jiní recenzenti naopak ocenili sebevědomější projev a citovou upřímnost.
Křest alba proběhl v Malostranské besedě 7. října 2023, kde Tereza Balonová vystoupila nejen samostatně s kytarou, ale i s kapelou ve složení Miroslav Malík (kytara) a Marek Fryčák (bicí). Na křtu se objevil i její učitel ze základní školy Jakub Linhart, který ji výrazně podporoval v jejích hudebních začátcích. Novou členkou kapely se později stala baskytaristka Soňa Bachledová. Vystupování samostatně pouze s looperem Balonová následně upozadila, ale nechtěla se ho úplně vzdát.
V červenci 2023 jako první singl z chystaného alba vyšla píseň Kdo jsme byli. V listopadu 2023 Balonová vydala videoklip k písni Lampiony, který byl vytvořen pomocí umělé inteligence a který zaujal svou vizuální stránkou připomínající tvorbu nizozemského malíře Vincenta van Gogha. Později v dubnu 2024 vydala singl Myšlenky, na kterém zpívá duet se slovenským zpěvákem Adamem Ďuricou.

## Zajímavost
Všechny své písničky hraje na kytaru bez trsátka, což při jednom z koncertů způsobilo, že si rozedřela prst do krve a odehrála zbytek koncertu s krvácejícím prstem.[zdroj?]

## Diskografie

### Singly
- Půlnoc
- Období slz (Nevím)
- Zhasni den
- Neposloucháš
- K nezkrocení ft. Aleš Petržela
- Sama v peřinách
- Tak málo
- V toleranci ft. Michal Horák
- Jsem
- Kdo jsme byli
- Lampiony
- Chybíš
- Myšlenky ft. Adam Ďurica

### Alba
V roce 2018 vydala EP Zhasni den, která obsahuje písničky: Zhasni den, Neposloucháš, K nezkrocení, Sama v peřinách.
- Půlnoc (2022)
- Lampiony (2023)